# Mauritz Eriksson
Pour les articles homonymes, voir Eriksson.
Axel Mauritz Eriksson, né le 18 décembre 1888 à Stockholm (Suède) et mort le 14 février 1947 dans la même ville, est un tireur sportif suédois.

## Palmarès
- Jeux olympiques d'été de 1912 à Stockholm :
  -  Médaille d'or au tir à la carabine libre par équipes.
  -  Médaille de bronze au tir à la carabine par équipes.
- Jeux olympiques d'été de 1920 à Anvers :
  -  Médaille d'argent au tir à la carabine libre à 600 m.
  -  Médaille de bronze au tir à la carabine libre à 300 m debout par équipes.
  -  Médaille de bronze au tir à la carabine libre à 600 m par équipes.